# غاليا (خوذة)
الغاليا (باللاتينية: Galea) كانت نوعاً من الخوذات التي ارتداها جنود روما القديمة. لم تستعمل الخوذة في الجيش حصراً، إنَّما كانت رائجةً أيضاً بين المجالدين (الأسرى الذي قاتلون حتى الموت)، وذلك مع أنَّهم كانوا يرتدون عادة واحدة برونزية مزودة بقناعٍ للوجه وتزيين، كثيراً ما يكون عبارةً عن سمكة فوقها. بالرغم من هذا، اختلف تصميم الخوذة نفسها وهيئتها بدرجة كبيرة على مرّ الزمن وتفاوتت بين أنواع التشكيلات المقاتلة المختلفة وحتى بين الأفراد، وليس من الواضح لأيّ درجةٍ تم توحيد تصنيعها في عهد الإمبراطورية.
تأثر تصميم الخوذ الرومانية بالأصل بدرجة كبيرة بالحضارة الإتروسكانية، حيث كان الإتروسكانيون يرتدون نوعاً من الخوذ اسمه «ناوسا». كما وقد تأثر الرومان بدرجةٍ ما بتصميم خوذ حضارة اليونان القديمة شرقهم خلال أيامهم المبكرة. إلا أنَّ أكثر حضارة أثَّرت على هيئة خوذة الغاليا كانت حضارة بلاد الغال التي منحتها اسمها بالأساس، إذ كانت بالأصل تدعى «الخوذة الإمبراطورية الغالية».

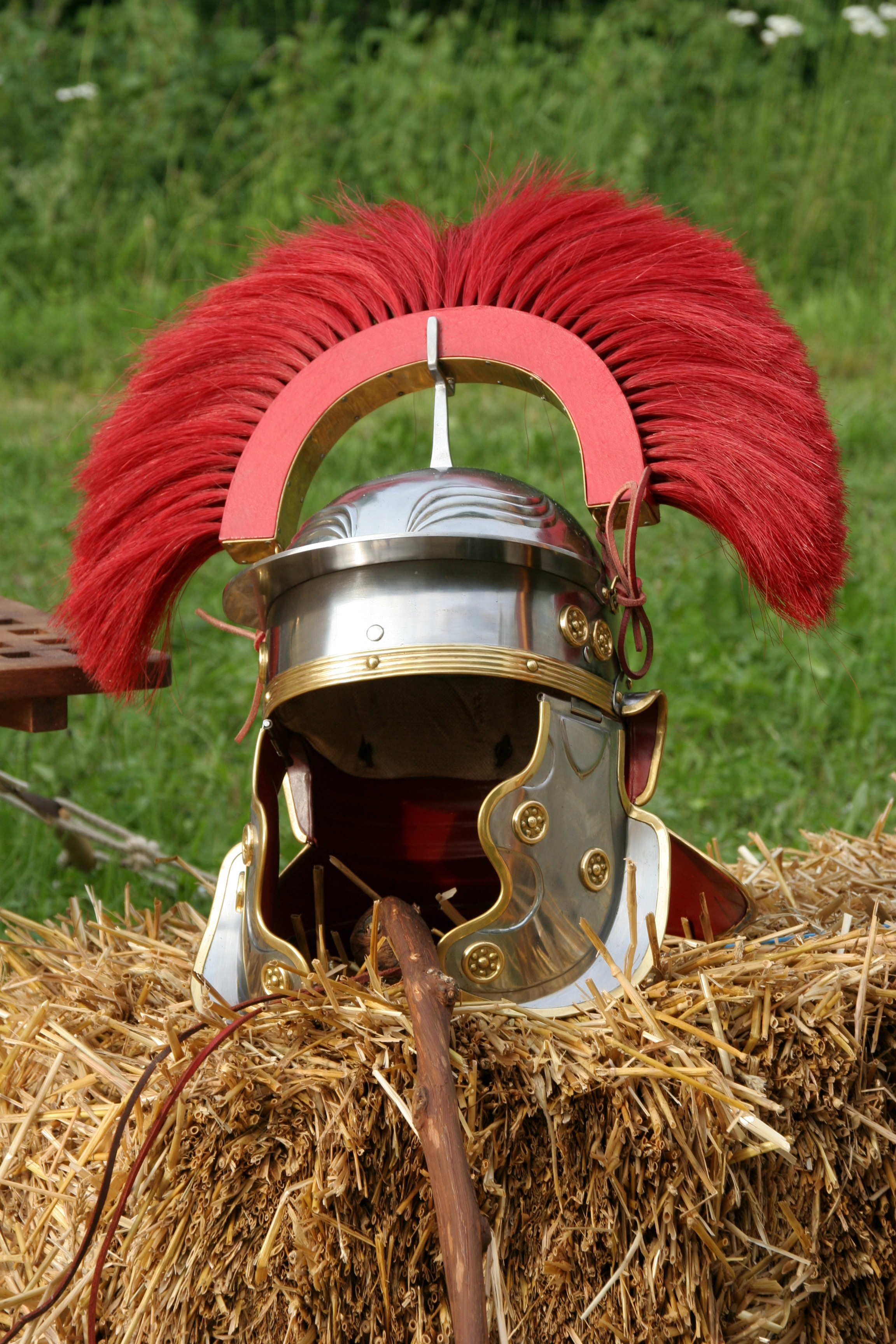
إعادة بناءٍ حديثة لخوذة غاليا تعود لضابطٍ من رتبة سنتوريون. تمتاز الخوذة بعلاماتٍ عدة، كزخرفة المنطقة المحيطة بالعينين وتأطيرها من الداخل بالنحاس.